# 10036 McGaha
A 10036 McGaha (ideiglenes jelöléssel 1982 OF) a Naprendszer kisbolygóövében található aszteroida. Edward L. G. Bowell fedezte fel 1982. július 24-én.